# 2003-as Tour de France
A 2003-as Tour de France volt a 90. francia körverseny. 2003. július 5-e és július 27-e között rendezték. 20 szakaszt tartalmazott, a versenytáv 3350 km volt. 22 csapat 198 biciklistája vágott neki a távnak.

## Végeredmény
|      | Versenyző            | Csapat              | Idő            |
| ---- | -------------------- | ------------------- | -------------- |
| KIZ. | Lance Armstrong      | U.S. Postal Service | 83 óra 41' 12" |
| 2    | Jan Ullrich          | Team Bianchi        | + 1' 01"       |
| 3    | Alekszandr Vinokurov | Team Telekom        | + 4' 14"       |
| 4    | Tyler Hamilton       | Team CSC            | + 6' 17"       |
| 5    | Haimar Zubeldia      | Euskaltel-Euskadi   | + 6' 51"       |
| 6    | Iban Mayo            | Euskaltel-Euskadi   | + 7' 06"       |
| 7    | Ivan Basso           | Fassa Bortolo       | + 10' 12"      |
| 8    | Christophe Moreau    | Crédit Agricole     | + 12' 28"      |
| 9    | Carlos Sastre        | Team CSC            | + 18' 49"      |
| 10   | Francisco Mancebo    | Ibanesto.com        | + 19' 15"      |

## Szakaszok
| Szakasz | Időpont    | Végpontok                           | Hossz (km) | Szakaszgyőztes             | Összetett első           |
| ------- | ---------- | ----------------------------------- | ---------- | -------------------------- | ------------------------ |
| Prolog  | július 5.  | Párizs – Párizs                     | 6,5 *      | Bradley McGee (AUS)        | Bradley McGee (AUS)      |
| 1       | július 6.  | Montgeron – Meaux                   | 168        | Alessandro Petacchi (ITA)  | Bradley McGee (AUS)      |
| 2       | július 7.  | La Ferté-sous-Jouarre – Sedan       | 204,5      | Baden Cooke (AUS)          | Bradley McGee (AUS)      |
| 3       | július 8.  | Charleville-Mézières – Saint-Dizier | 167,5      | Alessandro Petacchi (ITA)  | Jean-Patrick Nazon (FRA) |
| 4       | július 9.  | Joinville – Saint-Dizier            | 69 **      | US Postal                  | Víctor Hugo Peña (COL)   |
| 5       | július 10. | Troyes – Nevers                     | 196,5      | Alessandro Petacchi (ITA)  | Víctor Hugo Peña (COL)   |
| 6       | július 11. | Nevers – Lyon                       | 230        | Alessandro Petacchi (ITA)  | Víctor Hugo Peña (COL)   |
| 7       | július 12. | Lyon – Morzine                      | 230,5      | Richard Virenque (FRA)     | Richard Virenque (FRA)   |
| 8       | július 13. | Sallanches – Alpe d’Huez            | 219        | Iban Mayo (ESP)            | Lance Armstrong (USA)    |
| 9       | július 14. | Le Bourg-d’Oisans – Gap             | 184,5      | Alekszandr Vinokurov (KAZ) | Lance Armstrong (USA)    |
| 10      | július 15. | Gap – Marseille                     | 219,5      | Jakob Piil (DEN)           | Lance Armstrong (USA)    |
| 11      | július 17. | Narbonne – Toulouse                 | 153,5      | Juan Antonio Flecha (ESP)  | Lance Armstrong (USA)    |
| 12      | július 18. | Gaillac – Cap découverte            | 47 *       | Jan Ullrich (GER)          | Lance Armstrong (USA)    |
| 13      | július 19. | Toulouse – Ax-3 Domaines            | 197,5      | Carlos Sastre (ESP)        | Lance Armstrong (USA)    |
| 14      | július 20. | Saint-Girons – Loudenvielle         | 191,5      | Gilberto Simoni (ITA)      | Lance Armstrong (USA)    |
| 15      | július 21. | Bagnères de Bigorre – Luz-Ardiden   | 159,5      | Lance Armstrong (USA)      | Lance Armstrong (USA)    |
| 16      | július 23. | Pau – Bayonne                       | 197,5      | Tyler Hamilton (USA)       | Lance Armstrong (USA)    |
| 17      | július 24. | Dax – Bordeaux                      | 181        | Servais Knaven (NED)       | Lance Armstrong (USA)    |
| 18      | július 25. | Bordeaux – Saint-Maixent-l'École    | 203,5      | Pablo Lastras (ESP)        | Lance Armstrong (USA)    |
| 19      | július 26. | Pornic – Nantes                     | 49 *       | David Millar (GBR)         | Lance Armstrong (USA)    |
| 20      | július 27. | Ville-d’Avray – Párizs              | 152        | Jean-Patrick Nazon (FRA)   | Lance Armstrong (USA)    |

- A versenyt 1999 és 2005 között hétszer megnyerő amerikai Lance Armstrongot a Nemzetközi Kerékpáros Szövetség (UCI) 2012. október 22-én hivatalosan megfosztotta az összes elsőségétől szisztematikus doppingolás megalapozottnak tekintett vádjával.[1]